# Tobias Schättin
Tobias Felix Schättin (sinh ngày 5 tháng 6 năm 1997) là một cầu thủ bóng đá người Thụy Sĩ hiện tại thi đấu ở vị trí hậu vệ trái cho FC Zurich tại Giải bóng đá vô địch quốc gia Thụy Sĩ, theo dạng cho mượn từ Winterthur.

## Sự nghiệp câu lạc bộ
Schättin dành cả sự nghiệp trẻ tại học viện trẻ FC Winterthur, và có 44 lần ra sân cho đội một. Vào ngày 12 tháng 3 năm 2018, Schättin ký hợp đồng với FC Zurich tại Giải bóng đá vô địch quốc gia Thụy Sĩ, theo dạng cho mượn từ Winterthur với tùy chọn mua đứt. Anh ra mắt chuyên nghiệp cho Zurich tại Giải bóng đá vô địch quốc gia Thụy Sĩ trong trận hòa 1–1 cùng với FC Sion vào ngày 31 tháng 3 năm 2018.